# Lewis Parsons

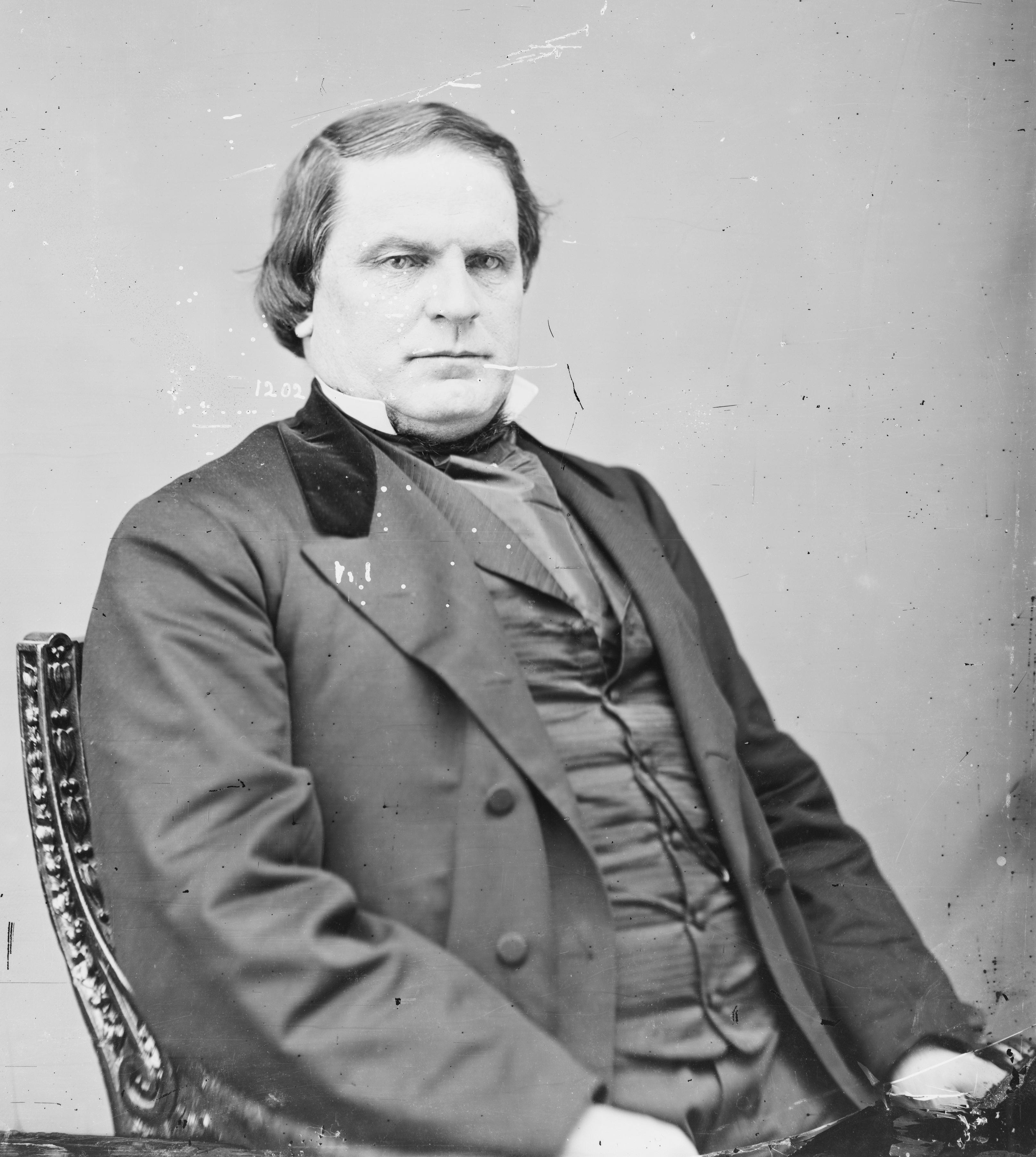
Lewis E. Parsons

Lewis Eliphalet Parsons (* 28. April 1817 im Broome County, New York; † 8. Juni 1895) war ein US-amerikanischer Politiker (Demokratische Partei) und der 19. Gouverneur von Alabama.

## Frühe Jahre und politischer Aufstieg
Lewis Parsons besuchte öffentliche Schulen, studierte Jura an der Frederick Tallmadge-Behörde in New York City und der G. F. Woodward-Behörde in Pennsylvania. Er zog 1840 nach Talladega in Alabama und praktizierte dort mit Alexander White. Später entschloss sich Parsons, eine politische Laufbahn einzuschlagen. Er war bei den Wahlen 1856 und 1860 Präsidentschaftswahlmann. Ferner war er 1859 und 1865 Mitglied des Repräsentantenhauses von Alabama.

## Gouverneur von Alabama
Im April 1865 machte die Regierung Alabamas wegen der Kapitulation der Konföderierten Staaten einen drastischen Wandel durch. General George Henry Thomas wurde damit beauftragt, die Staatsgeschäfte bis zur Einsetzung einer provisorischen Regierung zu leiten. Präsident Andrew Johnson ernannte daraufhin am 21. Juni 1865 Parsons zum provisorischen Gouverneur von Alabama. Seine erste Amtshandlung war, die Gesetze von 1861 wiedereinzusetzen, außer jener, die sich auf die Sklaverei bezogen. Er ordnete die Wahl von Delegierten für einen Verfassungskonvent an, der sich am 12. September 1865 einfand. Der Konvent hob die Abspaltungsverfügung auf, verzichtete auf die Kriegsschulden, schaffte die Sklaverei ab und legte vorgezogene Wahlen für staatliche Beamte und Abgeordnete zum US-Kongress fest.
Parsons’ Amtszeit endete am 13. Dezember 1865 mit dem Amtsantritt von Robert M. Patton.

## Weiterer Lebenslauf
Parsons wurde in den US-Senat gewählt, jedoch verwehrten ihm die Republikaner den Sitz. Danach war er als Bundesstaatsanwalt für den nördlichen Teil Alabamas tätig. Parsons verstarb am 8. Juni 1895 und wurde auf dem Oak Hill Cemetery in Talladega beigesetzt. Er war mit Jane Ann Boyd McCullough Chrisman verheiratet, sie hatten sieben gemeinsame Kinder.